# Otto Chodecki
Otto Chodecki herbu Powała (ur. przed 1474, zm. 12 marca 1534 w Komarnie) – wojewoda krakowski od 1533, sandomierski od 1527, ruski od 1515, podolski od 1509, kasztelan lwowski od 1505, starosta generalny ruski w latach 1529–1534, starosta lubaczowski, kołomyjski i śniatyński.
Syn wojewody ruskiego Stanisława Chodeckiego i jego żony Barbary Pileckiej.
W 1512 wziął udział w bitwie z Tatarami pod Wiśniowcem. W 1519 posłował do Mołdawii. W 1521 zasiadał w sądzie sejmowym na sejmie w Piotrkowie. W 1524 bronił Lwowa w czasie ataku wojsk tureckich i tatarskich. W 1531 uczestniczył w wyprawie hetmana wielkiego koronnego Jana Amora Tarnowskiego na Pokucie.
Pochowany w Rohatynie.